# Ильинский, Александр Васильевич
Александр Васильевич Ильинский (1896, село Ровенка, Воронежская губерния — 21 августа 1956, Сталинград) — советский актёр и режиссёр оперетты, народный артист РСФСР.

## Биография
Александр Васильевич Ильинский родился в 1896 году в селе Ровенка Воронежской губернии (в настоящее время Добринский район Липецкой области). Учился в коммерческом училище в станице Константиновской (сейчас город Константиновск Ростовской области). С юности любил оперетту, сценическую деятельность начинал в любительских спектаклях. В 1918 году поступил в Ростовский театр миниатюр, где играл до 1922 года.
В 1922—1935 годах работал в разных передвижных музыкальных театрах Белгорода, Витебска, Минска, Харькова.
С 1935 по 1956 годы был артистом и режиссёром Сталинградского театра музыкальной комедии.
Умер 21 августа 1956 года в Сталинграде.

## Награды и премии
- Заслуженный артист РСФСР (25.09.1946)[3].
- Народный артист РСФСР (1955).

## Работы в театре

### Актёр
- «Холопка» Стрельникова — граф Кутайсов
- «Свадьба в Малиновке» Александрова — Попандопуло
- «Прекрасная Елена» Оффенбаха — Менелай
- «Весёлая вдова» Легара — Никош
- «Фиалка Монмартра» Кальмана — Фраскатти
- «На берегу Амура» Блантера — старшина Никита Мальцев
- «Дочь фельдмаршала» Фельцмана — Суворов
- «Голубой гусар» Рахманова — Кутузова
- «Табачный капитан» Щербачёва — Плющихин
- «Одиннадцать неизвестных» Богословского — Чашкин
- "Баядера Имре Кальмана — Луи Филипп
- «Летучая мышь» Иоганна Штрауса — Фрош, тюремный сторож

### Режиссёр
- 1947 — «Любовь Яровая» опера В. Р. Энке (Львовский театр оперы и балета)
- «Чудесный край» Рябова
- «Голубые скалы» Заграничного
- «Холопка» Стрельникова
- «Баядера» Кальмана
- «Соловьиный сад» Заславского
- «Сорочинская ярмарка» оперетта А. Рябова